# Media in Kosovo

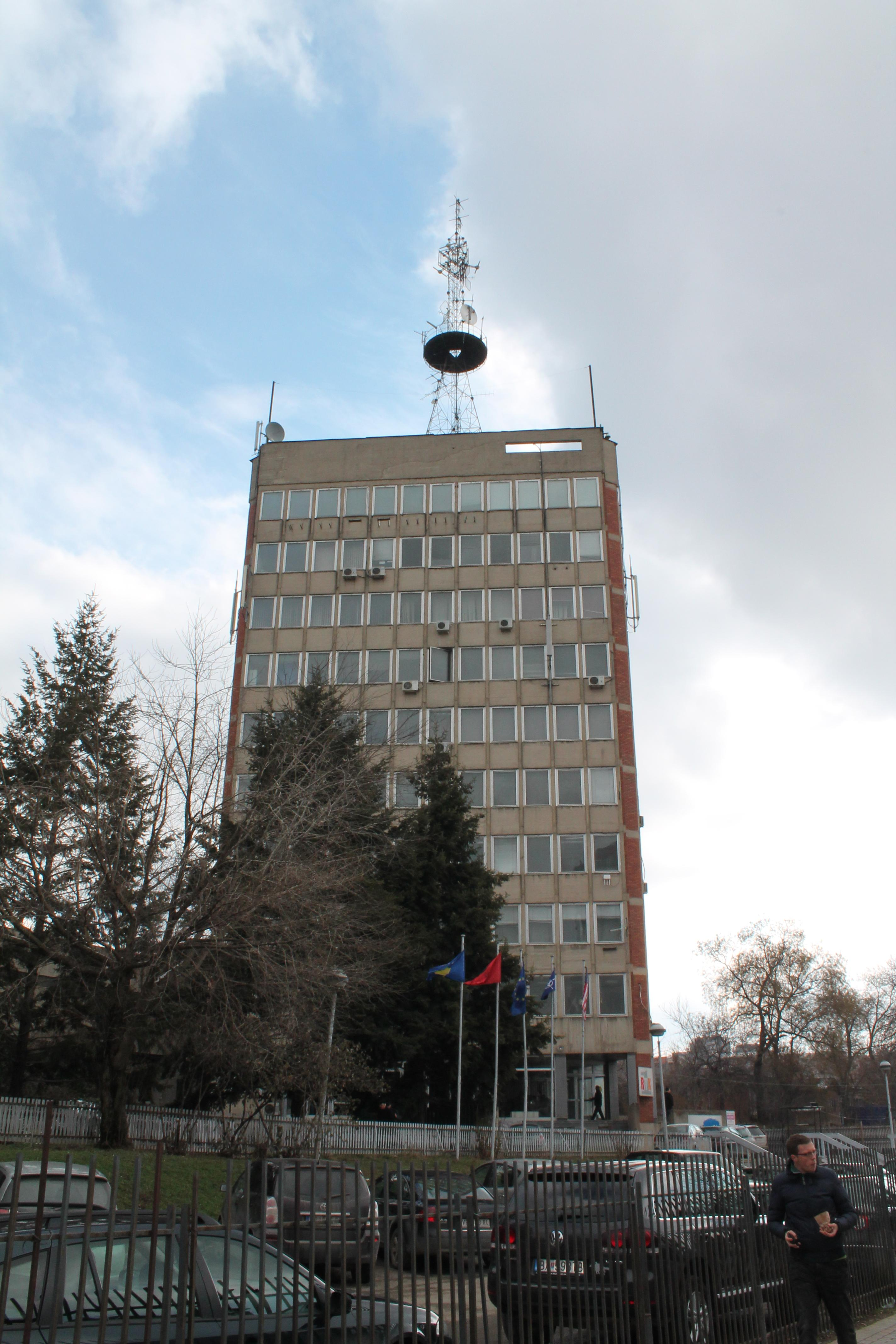
Edificio della televisione pubblica del Kosovo, Kohavision e Radio Kosova

I media del Kosovo comprendono diversi tipi di media come radio, televisione, giornali e siti internet. La maggior parte dei media sopravvive grazie a pubblicità e abbonamenti.
La Costituzione e le leggi del Kosovo prevedono libertà di espressione e libertà di stampa. Tuttavia, questi sono spesso in gioco a causa di interferenze politiche ed economiche alimentate dalla concentrazione della proprietà dei media.

## Storia
Nel 2016, Reporters sans frontières ha classificato il Kosovo al 90º posto nel suo indice World Press Freedom, in calo di tre posizioni rispetto al 2015 quando era all'87º posto. Nel 2013 il Kosovo si è classificato all'85º posto, al di sotto della media dei Balcani occidentali e lontano dai paesi dell'Unione europea. Questo è stato un leggero progresso dall'86º posto del 2012.

## Quadro normativo
Il quadro giuridico del Kosovo è considerato relativamente buono. La Costituzione del Kosovo tutela la libertà di espressione e la libertà dei media.
La diffamazione è depenalizzata, ma l'autore, il caporedattore e l'editore possono essere ritenuti responsabili dei danni. Il codice penale regola l'incitamento all'odio. Non esiste una protezione speciale per i funzionari statali. Prima di andare in tribunale, la persona che cerca i danni deve provare con l'editore o con l'organismo di regolamentazione appropriato. Una nota negativa è che i giornalisti possono affrontare procedimenti civili per diffamazione senza il supporto dei media. Inoltre, nei casi di diffamazione e insulto, l'onere della prova è sul convenuto, cioè il giornalista.
La censura è vietata, tranne nei casi di provocazione di violenza e discriminazione.
Una legge sulla protezione delle fonti giornalistiche è stata approvata nel 2013 dal parlamento del Kosovo, basata su standard belgi, ritenuti tra i più avanzati in Europa.
La legge del 2010 sull'accesso ai documenti pubblici garantisce l'accesso alle informazioni ai documenti ufficiali mantenuti, elaborati o ricevuti dalle istituzioni pubbliche. I richiedenti devono presentare una richiesta scritta per le informazioni a cui desiderano accedere. Ogni ministero ha un funzionario che ha il compito di trattare le richieste di accesso, sebbene l'implementazione non sia uniforme e le corti sovraccariche non sono una via percorribile per i risarcimenti.
Il contenuto online non è regolato dalla legge in Kosovo, oltre alle norme generalmente applicabili. Il Codice del Consiglio stampa del Kosovo del 2013 include linee guida per il giornalismo online, ad esempio sulla responsabilità per il monitoraggio e il controllo dei materiali pubblicati.
I media del Kosovo sono liberi di entrare liberamente nel mercato, sebbene il sistema di licenze e la politicizzazione della Independent Media Commission (IMC) possa essere un ostacolo.
Rimangono preoccupazioni per i discorsi di incitamento all'odio e diffamazione nei media. Nel settembre 2013, tre persone sono state incriminate per discorsi di incitamento all'odio dopo le proteste contro il numero della rivista stampa Kosovo 2.0 intitolato "Sex", che includeva contenuti che affrontano le questioni LGBT.
Il problema principale della legislazione del Kosovo, piuttosto che il suo ampio allineamento con le norme dell'UE, è la sua attuazione disomogenea, a causa della mancanza di esperienza della politica e del sistema giudiziario e le sfide di interpretare un corpus di leggi frammentarie e in crescita.

### Status e autoregolamentazione dei giornalisti
Una definizione di giornalista è stata fornita nella Legge sulla protezione delle fonti del 2013. Definisce un giornalista come "ogni persona fisica o giuridica, che è impegnata regolarmente o professionalmente a contribuire direttamente alla raccolta, al montaggio, alla produzione e alla diffusione di informazioni al pubblico attraverso i media".
L'Associazione dei giornalisti professionisti registra circa 20 casi all'anno di intimidazioni o minacce contro i giornalisti, sebbene non siano state registrate violente minacce fisiche. La sicurezza del lavoro per i giornalisti non è garantita e i casi di violazione dei contratti spesso non vengono segnalati alle autorità o al pubblico per timore di perdere il posto di lavoro. Freedom House ha concluso nel 2015 che "i giornalisti hanno pochi diritti professionali, guadagnano bassi salari e spesso lavorano senza contratti, lasciandoli vulnerabili alla corruzione e inclini all'autocensura".
Due codici etici regolano la professione: il Codice Etico 2005 del Consiglio della Stampa del Kosovo e il Codice Etico dell'Independent Media Commission del 2010. Tuttavia, la conoscenza dei giornalisti sulla legislazione dei media è piuttosto bassa. Il giornalismo investigativo è per lo più carente, poiché i giornalisti finiscono per riferire sulle notizie del protocollo e nessun media ha avvocati dedicati.
I giornalisti e gli editori sono esentati dai requisiti per testimoniare, secondo il Codice di procedura penale 2013. Hanno anche il diritto di non rivelare le loro fonti, tranne se necessario per prevenire gravi minacce che potrebbero portare alla morte, secondo la legge sulla protezione delle fonti del 2013.
Il Consiglio stampa del Kosovo (KPC) è l'organo di autoregolamentazione della stampa, composto da 18 membri dei media stampati e online. Si tratta di circa 100 reclami all'anno e le sue decisioni sono rispettate e pubblicate. Non è ancora finanziariamente sostenibile e fa affidamento su donatori stranieri. Inoltre deve affrontare la questione della valutazione dei media online, in particolare delle violazioni del copyright e della privacy e dei discorsi d'odio.
L'auto-censura è in aumento, a causa della "permeabilità dell'indipendenza editoriale di fronte agli inserzionisti, della pressione politica attraverso gli stretti legami tra proprietari dei media e politici e della diminuzione globale delle entrate dei media, in particolare nella carta stampata", secondo la ONG Kosovo INDEP.
Sebbene esistano diverse associazioni di giornalisti, non esiste un sindacato professionale ufficialmente riconosciuto.
A maggio 2016, un report su libertà di espressione, media e informazione è stato pubblicato da Çohu!, Kosovo 2.0 e KPC, utilizzando i 27 indicatori del Consiglio europeo per i media in una democrazia. Il report ha rilevato che "sebbene siano stati compiuti alcuni progressi nel corso degli anni, permangono sfide complessive per quanto riguarda la libertà di espressione e di informazione, il quadro legislativo e regolamentare e l'indipendenza, per garantire la libertà di espressione, informazione e media".

## Editori
Secondo IREX c'erano 92 stazioni radio e 22 stazioni televisive in Kosovo nel 2012.
La proprietà dei media non è regolata dalla legge, ma è stata ritenuta "trasparente" dall'istituto INDEP nel 2012. I mezzi di stampa e di trasmissione privati devono registrarsi presso l'Agenzia di registrazione delle imprese del Kosovo e divulgare la loro struttura di proprietà. L'Independent Media Commission richiede alle aziende dei media di inviarle relazioni annuali sulla proprietà e di comunicare le stesse informazioni alle autorità fiscali. In ogni caso, i media che non sono registrati come società non hanno tale requisito legale. Sebbene le regole di trasparenza della proprietà siano efficaci, i veri sostenitori di numerosi supporti di stampa rimangono opachi.
La proprietà dei media è principalmente locale, in quanto nessun investitore straniero opera sul mercato.  La concentrazione della proprietà dei media è molto forte, secondo la relazione sui progressi della Commissione europea del 2014.
I media commerciali sono per lo più finanziati attraverso i ricavi pubblicitari. La dipendenza dai grandi inserzionisti - in particolare quelli pubblici o di proprietà statale - spesso porta i media all'autocensura quando sono in gioco i loro interessi. Lo stato fornisce solo piccoli finanziamenti per i media delle minoranze.
Nell'analisi del mercato pubblicitario nella Repubblica del Kosovo da parte della Independent Media Commission Il 44% del budget delle aziende pubbliche è destinato a pubblicità nelle televisioni nazionali, il 10% nelle televisioni locali, l'8% nelle radio nazionali, il 9% nelle radio locali, l'11% nei quotidiani e il 18% negli altri media. Il Kosovo manca di forti inserzionisti privati, lasciando quindi gli inserzionisti privati dipendenti da donatori stranieri. La maggior parte dei media rimane finanziariamente insostenibile e opera solo grazie a sostenitori politici o commerciali.
La crisi finanziaria ha colpito duramente i media del Kosovo, specialmente quelli indipendenti, con due quotidiani chiusi nel 2012, con conseguente perdita di posti di lavoro e mancanza di sicurezza del posto di lavoro per i giornalisti. Tuttavia, i media vicini agli interessi politici sembrano resistere meglio alla crisi e garantire più facilmente i fondi pubblicitari.

### Servizi pubblici radiotelevisivi
L'emittente del servizio pubblico è Radio Television of Kosovo, RTK, regolata dalla legge sulla radiodiffusione pubblica. Il suo finanziamento era originariamente garantito da una tassa di licenza pagata sulla bolletta dell'elettricità, fino a quando la Corte costituzionale dichiarò che non era dovuta e spostò il budget di RTK sul sussidio statale (lo 0,7% del bilancio del Kosovo). Il cambiamento ha sollevato preoccupazioni per la salvaguardia dell'indipendenza di RTK. L'obbligo legale per RTK di pianificare la fine del finanziamento di bilancio statale transitorio non è stato approvato.
RTK è stato criticato per la mancanza di giornalismo investigativo e di pregiudizi politici, ad esempio nella vasta copertura del partito politico al governo (compresa la riunione annuale del Partito democratico del Kosovo al governo) in contrasto con la copertura breve e fuorviante delle proteste dell'opposizione Vetvendosje 2012, che è stato considerato "un importante segnale di finanziamento statale mettendo l'indipendenza editoriale di televisione pubblica a rischio "(IREX, 2013b). Inoltre, la copertura RTK raggiunge solo il 62,7% del territorio del Kosovo I membri del consiglio di amministrazione della RTK sono eletti dal Parlamento a maggioranza dei voti, affidando così la loro nomina ai partiti di maggioranza. A parte le pressioni politiche, RTK mantiene un potenziale inutilizzato grazie alle buone attrezzature e ai giornalisti ed caporedattori professionisti.

### Carta stampata
In Kosovo ci sono diversi giornali operativi. Essi includono:
- Koha Ditore, l'unico giornale pubblicato prima del 1999, rimane il principale quotidiano. Il suo fondatore e proprietario Veton Surroi fondò il Partito riformista ORA (ora parte di LDK), e il giornale è gestito dalla sorella Flaka Surroi.
- Gazeta Express ("giornale espresso") è stato istituito nel 2005 come quotidiano indipendente, finanziato dall'IPKO, la principale società privata di telecomunicazioni del Kosovo. In formato tabloid, è noto per i suoi distintivi editoriali, oltre che per il giornalismo investigativo.
- Arbresh ('Portali arbresh') è un portale di notizie del Kosovo
- Infopress
- Bota Sot ('Mondo oggi). Con sede a Zurigo, ha lanciato come il giornale della diaspora del Kosovo in Svizzera. La sua linea editoriale ha sostenuto il Partito democratico albanese e la Lega democratica del Kosovo.
- Bota Press ('Stampa mondiale') Pro-LDK.
- Epoka e Re ('La juova epoca'), fondata nel 1999.
- Kosova Sot ("Kosovo oggi") indipendente. Sostiene di avere la più alta circolazione.
- Lajm ("News"), 2004, pro-AKR, di proprietà dell'uomo d'affari e politico Behgjet Pacolli.
- Tribuna ('La tribuna')
- Zëri ('La voce'), di proprietà di Blerim Shala, un analista e giornalista che ha anche preso parte alle trattative sul processo dello status del Kosovo.

Express, un giornale noto per la sua prima pagina nel giorno in cui il Kosovo ha dichiarato l'indipendenza, dal momento che il 22 marzo 2013 esiste solo online.
Secondo l'OSCE ci sono tra le 25.000 e le 35.000 copie vendute ogni giorno, un numero basso rispetto alla popolazione del Kosovo (circa 2 milioni).

### I canali radio
Ci sono sei canali radiofonici nazionali in Kosovo: Radio Kosova (parte di RTK), Radio Blue Sky, Radio 21, Radio Dukagjini e Radio K4 (quest'ultima trasmessa sia in albanese che in serbo). Esistono quindi cinque canali a copertura regionale (Radio BESA, Radio Drenasi 92.1, Radio HELIX, Radio MITROVICA e Radio PULS - quest'ultima in serbo) e diversi locali.
Come ha sottolineato il Kosovo Media Institute nel 2010, le radio locali hanno una quota significativamente maggiore del pubblico rispetto alle radio nazionali: il 60,76% per le radio locali rispetto al 33,54% per le emittenti radiofoniche nazionali (il 5,6% è per le emittenti straniere e/o altre stazioni radio). Allo stesso modo, ci sono circa 30 stazioni radio in Kosovo che hanno la più alta obbedienza nelle regioni in cui operano

### Testate televisive
La televisione in Kosovo è stata introdotta per la prima volta nel 1975. Il 92% delle famiglie in Kosovo ha una televisione al giorno d'oggi. La TV rimane la principale fonte di informazioni per la maggior parte dei residenti del Kosovo.
Le emittenti televisive nazionali in Kosovo sono Radio Television of Kosovo (RTK), con quattro canali; Radio Television 21 (RTV21), Kohavision (KTV) e Klan Kosova. L'emittente del servizio pubblico in Kosovo è RTK, che è sovvenzionata dal governo e riceve anche denaro dalla pubblicità. La legge obbliga RTK a trasmettere programmi anche in albanese e in lingua serba.
Secondo IREX, un'organizzazione non a scopo di lucro, un'insufficiente ricerca di mercato e dati sui rating di trasmissione considerati inaffidabili contribuiscono a un contesto economico sfavorevole generale per le organizzazioni dei media.

### Telecomunicazioni
Il tasso di penetrazione della telefonia fissa in Kosovo è tra i più bassi in Europa, con 4,48 linee ogni 100 abitanti. D'altra parte la telefonia mobile è esplosa. Nel 2007, PTK ha registrato una crescita degli abbonati da 300.000 a 800.000 in meno di un anno. Nel 2010, il 74% della popolazione era abbonato a servizi di telefonia mobile, o un numero totale di 1.537.164 I servizi GSM in Kosovo sono attualmente forniti da Vala Mobile, una filiale di PTK (prefisso +377 Monaco), e da IPKO (Si Mobitel), una società di proprietà di Telekom Slovenije, che ha acquisito la seconda licenza di operatore mobile in Kosovo e ha iniziato le operazioni alla fine del 2007 (+386 prefisso della Slovenia). È in corso la creazione di un codice di chiamata di paese +383 specifico per il Kosovo. Esistono tre operatori virtuali: D3 Mobile, Z Mobile, Zog Mobile

### Internet
Circa l'84% dei residenti del Kosovo ha accesso a Internet, che non è limitato dalle autorità.
Negli ultimi anni i portali web sono diventati una fonte di informazioni molto importante. Secondo l'Associazione Kosovo delle tecnologie dell'informazione e della comunicazione, il 72,1% delle famiglie in Kosovo ha accesso a Internet e il numero di utenti Internet è in costante aumento.
Come IREX sottolinea che i portali delle notizie Web stanno diventando sempre più utili e attraenti, in proporzione alla crescita dell'utilizzo di Internet. Telegrafi.com è un portale di notizie online che viene visitato da più di 60.000 persone ogni giorno. Ci sono anche altri portali di notizie web come Koha.net, Gazeta Express, Kosova Press e così via.
La copertura di Internet è diffusa ma presenta frequenti interruzioni. A settembre 2010, il numero di abbonati a Internet era 105.061 o il 35.02% di tasso di penetrazione nelle famiglie.

## Aziende di telecomunicazioni
L'Independent Media Commission regola la gamma delle frequenze di trasmissione nella Repubblica del Kosovo e altre questioni correlate.
Affinché i media inizino a trasmettere dovrebbero avere la licenza rilasciata da Independent Media Commission. La licenza viene rinnovata ogni sette anni per le trasmissioni radiofoniche e ogni dieci anni per i servizi di media audiovisivi.
L'Associazione dei media indipendenti del Kosovo (AMPEK) rappresenta gli interessi delle principali emittenti commerciali del Kosovo. Il loro ruolo è proteggere e promuovere gli interessi delle emittenti private del Kosovo.
Il Consiglio della stampa del Kosovo è un organismo di autoregolamentazione fondato per e dal settore dei media stampati in Kosovo. La sua missione si basa sulle convinzioni del Codice della stampa del Kosovo. PCK è stato istituito nel settembre 2005 con l'aiuto della Missione OSCE in Kosovo, tuttavia l'ufficio di PCK ha iniziato la sua attività nel dicembre 2005.

### Autorità di controllo
I media elettronici sono regolati dalla Independent Media Commission (IMC), istituita per legge come "organismo indipendente per la regolamentazione, la gestione e la supervisione dello spettro delle frequenze di trasmissione". Tuttavia, la sua composizione e il suo funzionamento rimangono sotto l'influenza politica. I membri dell'IMC sono eletti dal Parlamento del Kosovo e sono quindi affiliati ai partiti politici dominanti. Il consiglio IMC rischia quindi di bloccare l'agenda dei dipendenti pubblici per ragioni politiche. Il nuovo presidente della commissione IMC non ha rivelato le sue precedenti attività nel governo locale, che lo avrebbero squalificato dall'ammissibilità.

## Censura e libertà dei media
Nel 2016, Freedom House ha assegnato al Kosovo "parzialmente libero", con un punteggio complessivo di 49 (dove 0 è il migliore e il 100 il peggiore). L'organizzazione ha registrato la persistenza di interferenze politiche, pressioni finanziarie e un'elevata concentrazione della proprietà dei media.
Le questioni delle minoranze sono spesso trascurate nei media, e al massimo limitate ai serbi del Kosovo. RTK ha avviato un canale via cavo in lingua serbo RTK2 a giugno 2013.

### Attacchi e minacce contro i giornalisti
I giornalisti in Kosovo affrontano minacce e attacchi ricorrenti. Gli arretrati dei tribunali giudiziari e le carenze del sistema giudiziario (con procedimenti penali inefficienti) portano a indagini ritardate.
L'Associazione dei giornalisti professionisti registra circa 20 casi all'anno di intimidazioni o minacce contro i giornalisti, sebbene non siano state registrate violente minacce fisiche. L'Associazione dei giornalisti professionisti del Kosovo (APIK) ha registrato 22 casi di minacce e aggressioni fisiche contro i giornalisti nel 2014, in aumento rispetto agli anni precedenti; AGK ha documentato 25 casi nello stesso anno. Sebbene i perpetratori siano noti, le indagini tendono a rimanere indietro. Solo un caso è stato risolto nel 2012-14, terminando con una multa bassa. HRW ha controllato 63 denunce di minacce, di cui solo una (Life in Kosovo) aveva portato al processo e alla fine l'assoluzione. Il ministro degli interni del Kosovo, Bajram Rexhepi, ha detto a HRW nel 2014 che prendono sul serio crimini contro i giornalisti e che la polizia sta facendo un buon lavoro, spostando la colpa verso i pubblici ministeri e la magistratura. Ha anche suggerito che i giornalisti condividono una parte della colpa, poiché "non tutti i giornalisti rispettano il codice etico". La polizia ha detto a HRW di non fare distinzioni tra le vittime, ma che i casi riguardanti gruppi vulnerabili (giornalisti, bambini, donne, minoranze) sono considerati prioritari.
Nel 2015 AGK in collaborazione con l'OSCE ha segnalato 27 minacce di morte ai giornalisti. Secondo i dati della polizia del Kosovo nello stesso anno ci sono stati 24 casi di attacchi e minacce segnalati dai giornalisti. Negli ultimi anni diverse minacce sono state ricevute dai giornalisti che coprivano il fondamentalismo islamico. Le condanne per gli attacchi e le minacce contro i giornalisti sono ancora rari.
- Jeta Xharra, caporedattrice del programma TV Life in Kosovo, si è lamentata nel 2009 contro il sindaco di Skënderaj per minacce di morte. Il procuratore di EULEX ha reagito alla denuncia della polizia solo tre anni dopo. I tribunali hanno quindi archiviato il caso perché andato in prescrizione.[43]
- Vehbi Kajtazi, giornalista di Koha Ditore, nel 2011 ha ricevuto una minaccia di morte dall'ex presidente della Università di Prizren e consigliere del governo del Kosovo, dopo aver denunciato la corruzione che lo coinvolgeva. L'accusa ha incriminato l'accusato solo nel novembre 2013. Kajtazi ha riferito di circa 15 minacce alla polizia, concludendo infine che era inutile farle.[40]
- I giornalisti che parlano di fondamentalismo religioso spesso si lamentano delle minacce online. La polizia del Kosovo ha istituito un'unità per la criminalità informatica alla fine del 2012. Artan Haraqija ha ricevuto centinaia di minacce online, comprese quelle di morte; la polizia ha arrestato un sospetto, ma lo ha rilasciato il giorno dopo e ha detto a Haraqija che non aveva nulla di cui preoccuparsi.[44]
- Arbana Xharra, caporedattore di Zëri, ha iniziato a ricevere minacce di morte dopo aver riferito di gruppi religiosi fanatici nel 2012 e li ha denunciati alla polizia, ma senza conseguenze.[39]
- Faton Shoshi, proprietario del portale di notizie Indeksonline, ha accusato Valon Salihu, un alto funzionario dell'agenzia di intelligence del Kosovo (KIA), di averlo minacciato dopo aver pubblicato un articolo sul direttore dell'agenzia. Il giornalista ha portato il caso in tribunale, ma il processo previsto per giugno 2015 è stato annullato a causa dell'assenza di Salihu.[45]
- Nel giugno 2014 un giornalista serbo della TV pubblica, che faceva un servizio su un festival nel monastero di Gracanica, è stato arrestato per violazioni minori del traffico e ferito mentre era stato maltrattato in custodia di polizia.
- Il 22 giugno 2014 tre giornalisti sono stati attaccati e uno è rimasto leggermente ferito dai manifestanti contro una barricata che divide Kosovska Mitrovica e Mitrovica Nord (abitata principalmente da serbi del Kosovo).[42].
- Il 2 luglio 2014 Mefail Bajqinovci, una giornalista che conduceva un programma televisivo sulla criminalità su Kohavision (KTV), ha ricevuto una minaccia telefonica da una persona sconosciuta nella prigione di Dubrava.[42]
- Il giornalista televisivo satirico Milot Hasimja del canale di Klan Kosova è stato pugnalato diverse volte sul posto di lavoro nel novembre 2014. L'aggressore è stato accusato di tentato omicidio[46] e condannato a quattro anni di carcere.
- Zekirja Shabani, presidente e giornalista dell'APIK per Tribuna, è stata attaccata dal proprietario del giornale Sejdi Demiri nel dicembre 2014, presumibilmente per le sue attività sindacali.[44]
- Nel giugno 2015 diversi proiettili sono stati sparati contro l'ufficio del portale di notizie KoSSev.[47]
- Nel gennaio 2016 Gazmend Morina, giornalista del portale di notizie Veriu.info, è stata aggredita da un membro dell'assemblea municipale e da un'altra persona dopo aver criticato la gestione delle miniere Trepča a Mitrovica Sud.[48]
- Astrit Gashi, giornalista del portale di notizie Blic, ha accusato Dardan Nuhiu, direttore dell'unità investigativa finanziaria (UIF) di averlo minacciato, dopo aver pubblicato un documento riservato trapelato.[45]
- Ad agosto 2016 sono state lanciate granate nel cortile della sede della Radio Televisione del Kosovo (RTK). C'erano danni ma nessun ferito.[49][50] Il 28 agosto 2016 una bomba è stata messa fuori dalla casa di Mentor Shala, il capo di RTK. Entrambi gli attacchi furono probabilmente fatti da un gruppo che si opponeva alla cessione di 80 chilometri quadrati di territorio in Montenegro.[51]
- Adem Grabovci, un politico del Partito Democratico del Kosovo, ha intentato una causa contro il sito di notizie investigative Insajderi, accusandolo di violazione della sua privacy e dei suoi diritti costituzionali, per aver pubblicato una storia contenente la prova del suo ruolo in casi di presunta corruzione. Mentre il tribunale di grado inferiore ha respinto la denuncia, nell'ottobre 2016 la corte d'appello di Pristina ha annullato la decisione, fornendo anche suggerimenti all'attore secondo Reporter senza frontiere.[52]
- Nell'ottobre 2016 Leonard Kerquki, caporedattore del Gazeta Express, ha ricevuto minacce di morte, insulti e calunnia, per aver diretto un documentario (parte del settimanale Zona Express), accusando l'esercito di liberazione del Kosovo di aver commesso crimini di guerra contro civili in nome del patriottismo.[53][54]

Le accuse e le condanne per crimini contro i giornalisti sono rari. Nel marzo 2014 tre uomini sono stati condannati a due anni di sospensione condizionale in un caso di alto profilo relativo a una trentina di persone che hanno preso d'assalto il varo di una questione del Kosovo 2.0 sui diritti LGBT e sulle questioni di genere.

### Interferenze politiche
"L'intimidazione politica può prosperare" in Kosovo, a quanto riporta l'OSCE nel giugno 2014, a causa delle ridotte dimensioni del paese e della dipendenza dei professionisti dei media nell'occupazione pubblica. Pubblicità e finanziamenti sono visti come le strade principali per pressioni dirette o indirette sui media. L'emittente di servizi pubblici RTK è particolarmente vulnerabile alle interferenze politiche dirette e indirette, spesso viste come "un portavoce del governo".
I giornalisti critici nei confronti dei funzionari pubblici corrono il rischio di essere denunciati come traditori o "spie serbe". Storie critiche nei confronti del governo sono state ostacolate dagli editori e alcuni giornalisti sono stati minacciati di licenziamento. I media non allineati sono stati intimiditi con ispezioni fiscali o hanno avuto il loro accesso alle informazioni pubbliche ostruite.
- L'Associazione dei giornalisti del Kosovo (AGK) si è lamentata di minacce verbali e di ostruzionismo contro giornalisti da parte di funzionari governativi, interessi commerciali e proprietari di media.
- Nel maggio 2014 la presidente dell'AGK ha rassegnato le dimissioni a causa di accuse di collegamenti impropri con il partito al governo del PDK.
- Nell'ottobre 2014 un reporter di Koha Ditore si è lamentato di minacce di procedimenti giudiziari da parte dei funzionari EULEX se avesse rifiutato di consegnare documenti che presumibilmente avrebbero implicato EULEX nelle attività di corruzione.
- Jeta Xharra si è lamentata del fatto che il suo programma televisivo Life in Kosovo sul canale pubblico RTK, in onda dal 2005, sia stato tagliato per ragioni politiche e sia stato sostituito da partite di calcio di serie inferiore. Il budget per il giornalismo investigativo su RTK era già stato proposto per tagli nel 2009, ma questo è stato in seguito evitato dal Parlamento. Lo show non ha ricevuto i pagamenti dovuti da RTK dalla fine del 2013 a novembre 2014 (e forse anche oltre), mettendo a repentaglio la sua sicurezza finanziaria. "La TV pubblica sta esercitando pressione non pagando i programmi contenenti la nostra produzione", ha detto Xharra a HRW.[56]

Il 26 marzo 2015 i giornalisti e membri del sindacato Arsim Halili e Fadil Hoxha sono stati licenziati dalla Radio Televisione del Kosovo (RTK) dal direttore generale Mentor Shala dopo che avevano chiesto pubblicamente alla televisione di smettere di seguire un "programma politico". 60 emittenti e giornalisti di spicco hanno confermato l'accusa dei loro colleghi. Reporter senza frontiere ha espresso preoccupazione. Più tardi 80 giornalisti (il 10% dello staff) hanno protestato davanti agli uffici della televisione.

### Campagne diffamatorie
Un reporter di Life in Kosovo è stato oggetto di una campagna diffamatoria di 12 giorni da parte dell'infopress quotidiana, che la chiamava spia serba e chiedeva che venisse punita, dopo aver riferito sulla politica locale a Skenderaj nel 2009-2010. In seguito lasciò il giornalismo a causa delle pressioni. I cinque editorialisti di Infopress che l'avevano minacciata sono stati assolti nel 2013, con la corte che ha stabilito che gli editoriali non costituivano una minaccia.

## Proprietà dei media

### Trasparenza
La trasparenza della proprietà dei media si riferisce alla disponibilità pubblica di informazioni accurate, complete e aggiornate sulle strutture di proprietà dei media. Un regime giuridico che garantisca la trasparenza della proprietà dei media consente al pubblico e alle autorità dei media di scoprire chi detiene, controlla e influenza in modo efficace i media e influenza dei media su partiti politici o enti statali.
Secondo uno studio condotto nell'ambito dell'Osservatorio dei media dell'Europa sudorientale, la mancanza di trasparenza nella proprietà dei media e nei flussi finanziari per i media è uno dei problemi principali che interessano il sistema dei media in Kosovo. Nella relazione sui progressi del 2016, la Commissione europea (CE) ha espresso preoccupazione per la mancanza di trasparenza in merito alla proprietà dei media in Kosovo. L'attuazione di misure volte a fornire informazioni trasparenti sulla proprietà dei media rientra tra le raccomandazioni formulate dalla CE per gli anni a venire. Questa situazione è una conseguenza del vuoto giuridico esistente sul campo. I pochi dati disponibili sulla proprietà e le finanze dei media sono scarsamente affidabili. La legislazione attuale non affronta la questione della trasparenza e della concentrazione della proprietà dei media. Questi problemi non sono stati trattati dai primi regolamenti sui mezzi di comunicazione provvisori adottati dall'UNMIK nel 2000, di modo che di fatto la questione è stata lasciata all'autorità del Commissario temporaneo per i media. Il database della Commissione indipendente dei media di solito contiene i nomi dei proprietari dei media. In alcuni casi, vengono divulgati solo i nomi delle persone di contatto. I media privati sono registrati presso l'Agenzia di registrazione delle imprese del Kosovo secondo la legge che regola la trasparenza delle imprese. Se nel caso dei supporti di stampa, i proprietari sono di fatto ampiamente conosciuti a causa del fatto che pubblicano informazioni su proprietà e redattori, e alle ridotte dimensioni del mercato e dell'interazione sociale, ciò non si applica ai media elettronici ai quali manca una regolamentazione adeguata che comporti la totale mancanza di registrazione e di informazioni sulla proprietà, le finanze e le risorse umane. Il problema della mancanza di trasparenza dei media online è ulteriormente aumentato con l'esplosione del mercato dei media digitali. Uno studio del 2014 che ha esaminato la trasparenza della proprietà di otto portali di notizie ha scoperto che nessuno di questi ha reso pubbliche informazioni sulla proprietà, solo due hanno pubblicato i nomi dei direttori, due hanno fornito informazioni sul personale che lavora nei media e sei offerto informazioni sull'indirizzo del giornale. Secondo alcuni esperti, questo ha contribuito a creare un ambiente che consentisse di costruire portali online fittizi come strumenti di propaganda politica e di esercitare pressioni sui media dei media professionisti. Anche il settore televisivo e radiotelevisivo rimane pesantemente problematico in termini di trasparenza della proprietà dei media. Gli analisti dei media hanno quindi sollevato preoccupazioni su chi detiene e controlla esattamente i media in Kosovo, dietro ai proprietari nominali. Questa situazione rende possibile identificare uno specifico modello di proprietà nel sistema mediatico del Kosovo, che prende la forma della proprietà nascosta e dei proprietari nominali come copertura per i proprietari effettivi. Gli esperti trovano questo fatto sospetto e allarmante.

### Concentrazione e pluralismo
Ci sono molti media in Kosovo ma la concentrazione della proprietà è in aumento, spesso in modo non trasparente. Questo, insieme a pressioni politiche e finanziarie dirette e indirette e interferenze, crea ripercussioni su giornalisti ed editori, con problemi generali per l'indipendenza del settore dei media.
Regolazione e dati
Poiché l'attuale legislazione sui media non copre la trasparenza della proprietà dei media e la concentrazione di dati limitati sono disponibili e sono per lo più inaffidabili. Non ci sono dati affidabili sulla quota di ascolto di radio, televisione e giornali. Anche il mercato pubblicitario non è regolamentato e non è trasparente. Anche la ricerca di mercato è sottosviluppata.
Sviluppi dopo il 1999
I media pluralistici si sono sviluppati in Kosovo solo dopo il 1999. La proprietà cambia ancora spesso, così come il modo in cui la proprietà influenza il giornalismo.
La maggior parte dei media esistenti sono stati lanciati o supportati da donatori internazionali. Per esempio. USAID e Open Society Institute (OSI) - ora Open Society Foundations (OSF) - Il programma Media ha finanziato i televisori RTV21, Kohavision, il quotidiano Kosova Sot. OSI ha anche supportato Koha Ditore. Dal momento che dipendevano dal denaro dei donatori, quando il flusso si è ridotto, molti media si sono trovati in una situazione difficile.
Modelli di proprietà
Sono emersi diversi modelli di proprietà.
Uno è di proprietà economica. Alcune grandi aziende possiedono i media e li usano non come business da soli, ma per gli interessi delle attività preesistenti, o anche per proteggerli dai media.
Un altro è proprietà politica. I partiti politici, i membri di partiti politici o singoli che li sostengono hanno lanciato o comprato media (molti giornali e di recente anche canali televisivi) e li usano per ottenere potere politico e partitico.
La pubblicità statale rappresenta la maggior parte delle entrate pubblicitarie ed è stata utilizzata per sostenere i giornali pro-governativi o influenza le politiche editoriali.
I media di advocacy sono spesso registrati come organizzazioni non governative. Hanno maggiori probabilità di essere finanziati a livello internazionale, il che consente loro di lavorare senza la pressione del mercato.
Recentemente c'è stato un fiorire di piccoli portali di notizie indipendenti. Questo è un nuovo modello di proprietà che aggiunge al pluralismo, ma la qualità è spesso bassa, e alcuni praticano il copia-incolla.
Esiste anche un modello di proprietà nascosta, sia da parte di gruppi politici che di gruppi di lavoro. Alcuni proprietari privati sono aziende familiari.
Mercato pubblicitario
Il fatto che il mercato pubblicitario non sia regolamentato né trasparente è citato come motivo della mancanza di interesse da parte dei proprietari di media stranieri
Attualmente l'industria pubblicitaria è considerata insufficiente per finanziare tutti i media esistenti, per non parlare del sostegno alla loro crescita.

#### Principali editori
Famiglia Saraçini-Kelmendi
Aferdita Saraçini-Kelmendi, suo marito Florin Kelmendi, e suo fratello Eugen Saraçini, controllano la Company 21, proprietaria di TV21, Radio 21 e altri media.
Famiglia Surroi
Flaka Surroi è proprietaria del gruppo Koha, dopo che il fratello Veton Surroi glielo ha trasmesso nel 2004. Comprende Kohavision (KTV), Arta TV, Koha Ditore e altre testate.
Famiglia Devolli
Nel 2014 è stato affermato che il Gruppo Devolli, i principali sostenitori del Partito Democratico del Kosovo, è diventato il proprietario del 40% di Klan Kosova, ma non è stato possibile confermare o smentire le notizie.
Famiglia Lluka
Ekrem Lluka "è il proprietario del gruppo Dukagjini, che comprende TV Dukagjini, Radio Dukagjini, Compagnia assicurativa, Fondo pensioni sloveno-Kosovo, l'azienda di telefonia mobile 3D Mobile, due centrali idroelettriche in Albania, alberghi, un ospedale, un impianto di stampa , una casa editrice, la rete di importazione e distribuzione di tabacco, Birra Peja, ecc. " Suo figlio Gent Lluka è il proprietario di Telegrafi.com, "il secondo portale di notizie in classifica in Kosovo e Albania".
Servizio radiotelevisivo pubblico
Radio Television of Kosovo (RTK) è l'emittente del servizio pubblico. Offre quattro canali televisivi, due stazioni radio e un portale web. È finanziato dallo stato (con fondi aggiuntivi dalla pubblicità) e accusato di non essere equilibrato.